# Bo Ericson
Bo Evert Ericson (ur. 28 stycznia 1919 w Göteborgu, zm. 14 lutego 1970 w Karlstad) – szwedzki lekkoatleta, który specjalizował się w rzucie młotem.

## Kariera
W 1948 r. zajął 6. miejsce podczas igrzysk olimpijskich osiągając wówczas rezultat 52,98 m. Pierwszy po II wojnie światowej mistrz Europy w rzucie młotem (z wynikiem 56,44 m). Dziesięciokrotnie zdobywał złote medale mistrzostw Szwecji. Dwa razy w karierze poprawiał rekord Szwecji. Rekord życiowy: 57,19 m (6 sierpnia 1947, Sztokholm).